# Theodor Mannheimer

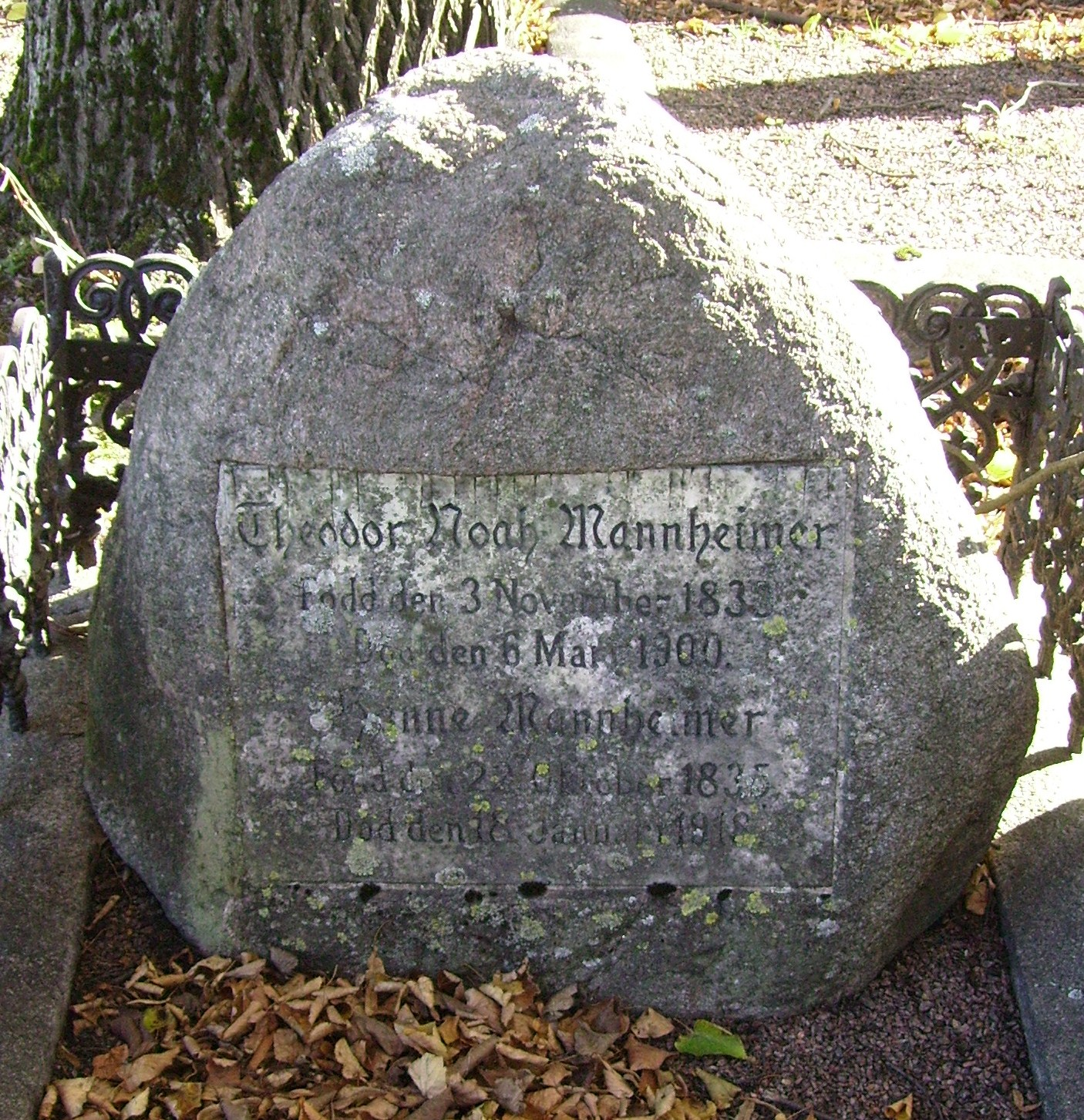
Theodor Mannheimers gravvård på Gamla begravningsplatsen vid Svingeln.

Theodor Noah Mannheimer, född 3 november 1833 i Köpenhamn, död 6 mars 1900 i Göteborg, var en svensk finans- och kommunalman.

## Bakgrund
Theodor Mannheimer invandrade 1855 från Köpenhamn till Göteborg. Han var son till handlanden Heiman Mannheimer och Adelheid Bing och sedan 1858 gift med Hanne Meyer. Han var vidare far till Otto Mannheimer och Herman Mannheimer samt farfar till Love Mannheimer.

## Karriär
Efter att ha verkat några år i Schmidt & Le Maire i Köpenhamn kom han till Göteborg och grundade tillsammans med grosshandlaren A. Ludvig Pineus firman Pineus, Mannhemier & co, som bedrev omfattande spannmålsexport. Åren 1864–1899 var Mannheimer chef för Skandinaviska Kredit AB, vars storartade uppsving till stor del byggt på Mannheimers insatser. Banken hade en verksam del i omdaningen av Sveriges näringsliv under 1800-talets sista decennier. Vid sidan av A.O. Wallenberg anses han vara grundaren av det moderna svenska bankväsendet. År 1865 respektive 1868 öppnades avdelningskontor i Stockholm och Norrköping. En inhemsk marknad för stats-, kommunal- och järnvägslån skapades genom förlags- och emissionsverksamhet. Han verkade vid bildandet av Bergslagsbanan, Västkustbanan och andra västsvenska järnvägar. Mannheimer var också bland grundarna av Trafikaktiebolaget Grängesberg-Oxelösund 1896.
Mannheimer var 1870–1876 och 1881–1894 stadsfullmäktig i Göteborg samt ledamot av 1881 års bankkommitté.
Theodor Mannheimer är begraven på Gamla begravningsplatsen vid Svingeln i Göteborg.